# Ridhwan Fikri
Ridhwan Fikri (* 29. April 1999 in Singapur), mit vollständigen Namen Ridhwan Fikri bin Aban, ist ein singapurischer Fußballspieler.

## Karriere

### Verein
Ridhwan Fikri erlernte das Fußballspielen in der National Football Academy in Singapur. Seinen ersten Vertrag unterschrieb er 2018 bei den Young Lions. Die Young Lions sind eine U-23-Mannschaft, die 2002 gegründet wurde. In der Elf spielen U23-Nationalspieler und auch Perspektivspieler. Ihnen soll die Möglichkeit gegeben werden, Spielpraxis in der ersten Liga zu sammeln. In seinem ersten Jahr kam der Torwart nicht zum Einsatz. 2019 war er vertrags- und vereinslos. 2020 wurde er wieder von seinem ehemaligen Klub, den Young Lions, unter Vertrag genommen. Hier stand er bis Ende 2022 unter Vertrag und absolvierte vierzig Erstligaspiele. Zu Beginn der Saison 2023 wechselte er im Januar 2023 zum ebenfalls in der ersten Liga spielenden Geylang International.

### Nationalmannschaft
Ridhwan Fikri spielte 2016 einmal für die singapurische U17-Nationalmannschaft. Von 2021 bis 2022 trug er fünfmal das Trikot der U23-Mannschaft.